# Provincia Nakhon Sawan
Nakhon Sawan (în thailandeză นครสวรรค์) este o provincie (changwat) din Thailanda. Situată în regiunea de Nord, provincia Nakhon Sawan are în componența sa 15 districte (amphoe), 130 de sub-districte (tambon) și 1328 de sate (muban). 
Cu o populație de 1.074.117 de locuitori și o suprafață totală de 9.597,7 km2, Nakhon Sawan este a 18-a provincie din Thailanda ca mărime după numărul populației și a 20-a după mărimea suprafeței.